# Gunnar Madsen
Gunnar Madsen (* ca. 1956) ist ein US-amerikanischer Komponist und Singer-Songwriter.

## Leben
Gunnar Madsen ist eines von vier Kindern des Ehepaares Paul Madsen Jr. und Barbara Madsen. Die Familie ließ sich 1960 in Palo Alto nieder, wo Madsen auch aufwuchs. Er besuchte dort die Gunn High School. Im Februar 1964 weckte der Auftritt der The Beatles in der Ed Sullivan Show beim 7-jährigen Madsen das Interesse am Musizieren. Er nahm zunächst widerwillig klassischen Klavierunterricht. Sein Studium der Musik an der University of California, Berkeley von 1974 bis 1979 schloss er mit einem Bachelor of Arts ab. Über seinen Professor erhielt er erste Aufträge, Musik für Theater-Inszenierungen zu arrangieren.
Seit 1976 ist Madsen als freischaffender Musiker tätig. Er war unter anderem für das Lincoln Center, das Los Angeles Theater Center, die Minnesota Opera, das Oberlin Dance Collective, das ISO Dance Theater und das National Public Radio tätig. 1981 gründete Madsen mit Matthew Stull und Richard Green die A-cappella-Gruppe The Bobs. Die Gruppe trat zunächst mit Coverversionen bekannter Musikstücke auf. Später stieß Janie Scott zur Gruppe, die nun auch verstärkt eigene Musikstücke schrieb. Nachdem sie vom Label Kaleidoscope Records unter Vertrag genommen wurden, erschien dort 1983 die EP Out of the Mouths of Bobs und kurz darauf das Debütalbum The Bobs. Ihr Arrangement des Beatles-Lieds Helter Skelter brachte Madsen und Richard Greene bei den Grammy Awards 1984 eine Nominierung in der Kategorie Best Vocal Arrangement for Two or More Voices ein. Es folgten eine nationale Konzerttour, Radio- und Fernseh-Airplay sowie Auftritte in Europa. Nach zwei weiteren Alben auf dem Label The Great American Music Hall Records verließ Madsen 1990 die Band. In den nächsten Jahren übernahm er sporadisch Aufträge für das Theater und Filmproduktionen. Parallel absolvierte er eine Schauspielausbildung.
Von 1994 bis 2000 war Madsen für Atari Games als Komponist von Videospielmusik und Sound Designer tätig. Er wirkte unter anderem an der Produktion der Videospiele San Francisco Rush: Extreme Racing und California Speed mit. 2001 drehte er gemeinsam mit seinem Bruder Peter den Dokumentarfilm Svetlana Village: The Camphill Experience über das russische Camphill Svetlana, in dem Peter Madsen fünf Jahre gelebt und gearbeitet hatte.
1997 gründete er sein eigenes Label G-Spot Records. Als erste Veröffentlichung erschien im gleichen Jahr das Album Spinning World (13 Ways of Looking at a Waltz) mit 13 Instrumentalstücken. Das darauf enthaltene Stück Anna wurde 1999 in einer Episode der Fernsehserie Sex and the City (Episode 2x12; La Douleur Exquise!) verwendet und dadurch einem größeren Publikum bekannt. Beginnend mit der Veröffentlichung seines Albums Old Mr. Mackle Hackle im Jahr 1999 komponierte Madsen verstärkt Musik für Kinder und Familien. 2001 folgte das Album Ants in My Pants!. Auf Basis seiner Musik aus dem Album Old Mr. Mackle Hackle schrieb Madsen ein Kinderbuch, das 2005 mit Illustrationen von Irana Shepherd beim Verlag Little, Brown and Company veröffentlicht wurde. 2006 veröffentlichte er inspiriert von Aufwachsen seines Sohnes das Album I'm Growing. 2009 folgte das Piano-Werk Two Hands.
2011 komponierte und orchestrierte Madsen die Musik zum Off-Broadway-Musical The Shaggs: Philosophy of the World, für das er gemeinsam mit Joy Gregory auch die Texte schrieb. Diese Arbeit brachte ihm je eine Nominierung beim Lucille Lortel Award 2012 in der Kategorie Outstanding Musical und beim Drama Desk Award 2012 in der Kategorie Outstanding Lyrics ein. 2019 wurde das Musical im Bridge Street Theatre in Catskill erneut auf die Bühne gebracht.
Madsen lebt mit seiner Familie im kalifornischen Berkeley. Aus seiner Ehe mit Marcella Madsen ging ein Sohn hervor.

## Diskografie (Auswahl)
- 1997: Spinning World (13 Ways of Looking at a Waltz) (G-Spot Records, GSR001)
- 1998: The Power of a Hat (G-Spot Records, GSR002)
- 1999: Old Mr. Mackle Hackle (G-Spot Records, GSR003)
- 2001: Ants in My Pants! (G-Spot Records, GSR004)
- 2006: Fall of Troy (G-Spot Records, GSR005)
- 2006: I'm Growing (G-Spot Records, GSR006)
- 2009: Two Hands (G-Spot Records, GSR007)
- 2018: I am Your Food (G-Spot Records)

## Filmografie
- 1998: Frank, Dean und Sammy tun es (Fernsehfilm; Gesangsstimme)
- 2001: Svetlana Village: The Camphill Experience (Dokumentarfilm; Regie: Gunnar und Peter Madsen)
- 2002: Just a Kiss (Spielfilm; Komponist Background-Musik)
- 2006: Trennung mit Hindernissen (Spielfilm; Arrangeur, Schauspieler)

## Kinderbuch
- Old Mr. Mackle Hackle. mit Illustrationen von Irana Shepherd, New York: Little, Brown and Company, 2005, 32 Seiten, ISBN 978-0-31673-452-3.